# Elgin City
Elgin City (offiziell: Elgin City Football Club) ist ein schottischer Fußballverein aus Elgin. Der Verein spielt zurzeit in der Scottish League Two, der vierthöchsten Spielklasse im schottischen Fußball. Der Verein wurde 1893 gegründet. Durch eine Fusion aus zwei Vereinen der Region Moray entstand Elgin City.
Seine Heimspiele trägt der Verein im Borough Briggs aus. Bis zum Jahr 2000 spielte Elgin in der Highland Football League, einer Liga, die zu dem Zeitpunkt noch nicht dem schottischen Profiliga-System angegliedert war. Im Jahr 2000 erfolgte dann die Aufnahme in die Scottish Football League, da die 4. Liga von 10 auf 12 Mannschaften aufgestockt wurde. Seither schaffte es Elgin nicht, in die 3. Liga aufzusteigen.